# Обезьянолюди
Обезьянолюди — предполагавшиеся в прошлом предки человека, гоминиды, являющиеся переходной ступенью («недостающим звеном») эволюции от животного — обезьяны — к человеку. Сторонники существования такой ступени расходились во мнениях о том, как выглядели обезьянолюди: по найденным фрагментам костей, которые, по мнению учёных, могли принадлежать обезьяночеловеку, практически невозможно было определить детали. Теория о существовании обезьяночеловека активно обсуждалась в конце XIX — начале XX века. Проблемой занимались Габриэль Мортилье, Эрнст Геккель и Карл Фохт.
После выхода «Происхождения видов» Чарлза Дарвина и публикации Карла Фохта «Лекции о человеке, его месте в мироздании и в истории Земли», где высказывалась гипотеза происхождения человека от обезьяны, Эрнстом Геккелем была показана такая родословная цепь, в которой он заметил недостающее звено. Он назвал его Pithecanthropus alalus — обезьяночеловек. Поэтому, когда в 1891 году на острове Ява Эжен Дюбуа обнаружил останки неизвестного человекообразного, его приняли за то самое недостающее звено и назвали питекантропом.
В настоящее время большинство учёных полагает, что питекантропы как представители подвида Homo erectus не являются предками человека. Однако это не означает, что Homo erectus не связан с происхождением современного человека, так как к этому виду принадлежали не только яванские люди. Не означает это и того, что между обезьяноподобными предками человека и современным Homo sapiens существовал лишь один переходный вид. Напротив, накопленный археологический материал позволяет выделять такие виды, как Homo habilis, H. erectus, H. ergaster, H. antecessor, H. heidelbergensis и другие, которые могли участвовать в антропогенезе.
Неактуальность вопроса об обезьянолюдях связана также с тем, что и сам человек в современной систематике относится к обезьянам (семейство гоминид надсемейства человекообразных обезьян). В XIX веке это ещё не было очевидно.
Обезьяны, или «сухоносые» приматы (лат. Haplorhini) — подотряд отряда приматов класса млекопитающих, включающий как вид Человек разумный, так и ряд его вымерших предков.
В современной биологической систематике все современные люди относятся к виду человек разумный (лат. Homo sapiens), входящий в род Человек (лат. Homo). Большинство исследователей считает, что род Homo происходит от афарского австралопитека. Переход от австралопитека к Homo был постепенным, поэтому определение морфологических признаков, которые отделяют род Homo от австралопитековых, вызывает споры. К ним относят объём мозга (так называемый мозговой Рубикон — 600—800 см³) и строение кисти руки, но многие учёные считают эти критерии ошибочными. Древнейшими представителями рода Homo в антропологии считаются африканские виды человек рудольфский (Homo rudolfensis) и человек умелый (Homo habilis) (ряд учёных объединяет их в один политипический вид Homo habilis «в широком смысле»). Один из этих ранних видов Homo эволюционировал в Homo ergaster. Представители последнего мигрировали в Азию и дали начало виду Homo erectus. В Африке от Homo ergaster произошёл вид гейдельбергский человек (Homo heidelbergensis). Гейдельбергский человек в Африке 250—100 тысяч лет назад эволюционировал в Homo sapiens, в Европе около 70 тысяч лет назад — в «классическую» форму неандертальцев (Homo neanderthalensis).